# Ningbo Open 2024 - Doppio
Il doppio femminile del torneo di tennis professionistico Ningbo Open 2024, facente parte della categoria WTA 500 nell'ambito del WTA Tour 2024, si gioca dal 14 al 20 ottobre 2024 a Ningbo, in Cina.
In finale Demi Schuurs e Yuan Yue hanno sconfitto Nicole Melichar-Martinez e Ellen Perez con il punteggio di 6-3, 6-3. É il primo titolo in doppio per Yuan, mentre è il diciannovesimo per Schuurs. É il primo torneo giocato insieme.
Laura Siegemund e Vera Zvonarëva erano le detentrici del titolo, ma Zvonarëva ha scelto di non prendere parte a questa edizione del torneo, mentre Siegemund ha scelto di partecipare nel concomitante torneo di Osaka.

## Teste di serie
1. Nicole Melichar-Martinez /  Ellen Perez (finale)
2. Chan Hao-ching /  Barbora Krejčiková (quarti di finale, ritirate)

1. Anna Danilina /  Irina Chromačëva (primo turno, ritirate)
2. Giuliana Olmos /  Aleksandra Panova (semifinale)

## Tabellone

### Legenda
| - Q = Qualificato - WC = Wild card - LL = Lucky loser | - ALT = Alternate - SE = Special Exempt - PR = Protected Ranking | - w/o = Walkover - r = Ritirato - d = Squalificato |

|  | Primo turno | Primo turno                 | Primo turno                | Primo turno                | Primo turno |  |  | Quarti di finale | Quarti di finale            | Quarti di finale            | Quarti di finale      | Quarti di finale |   |    | Semifinali | Semifinali                           | Semifinali                           | Semifinali            | Semifinali            |   |   | Finale | Finale | Finale | Finale | Finale |  |
|  |             |                             |                            |                            |             |  |  |                  |                             |                             |                       |                  |   |    |            |                                      |                                      |                       |                       |   |   |        |        |        |        |        |  |
|  | 1           | N Melichar-Martinez E Perez | 3                          | 7                          | [10]        |  |  |                  |                             |                             |                       |                  |   |    |            |                                      |                                      |                       |                       |   |   |        |        |        |        |        |  |
|  |             | T Mihalíková O Nicholls     | 6                          | 63                         | [7]         |  |  | 1                | N Melichar-Martinez E Perez | N Melichar-Martinez E Perez | 6                     | 6                |   |    |            |                                      |                                      |                       |                       |   |   |        |        |        |        |        |  |
|  |             | A Bondár K Zimmermann       | A Bondár K Zimmermann      | 3                          | 2           |  |  |                  | U Eikeri F-h Wu             | U Eikeri F-h Wu             | 0                     | 4                |   |    |            |                                      |                                      |                       |                       |   |   |        |        |        |        |        |  |
|  |             | U Eikeri F-h Wu             | U Eikeri F-h Wu            | 6                          | 6           |  |  |                  |                             |                             |                       |                  |   |    | 1          | N Melichar-Martinez E Perez          | N Melichar-Martinez E Perez          | 6                     | 7                     |   |   |        |        |        |        |        |  |
|  | 4           | G Olmos A Panova            | G Olmos A Panova           | 7                          | 6           |  |  |                  |                             | 4                           | G Olmos A Panova      | G Olmos A Panova | 3 | 63 |            |                                      |                                      |                       |                       |   |   |        |        |        |        |        |  |
|  |             | A Potapova J Sizikova       | A Potapova J Sizikova      | 61                         | 2           |  |  | 4                | G Olmos A Panova            | G Olmos A Panova            | 6                     | 6                |   |    |            |                                      |                                      |                       |                       |   |   |        |        |        |        |        |  |
|  |             | E Aleksandrova K Siniaková  | E Aleksandrova K Siniaková | E Aleksandrova K Siniaková |             |  |  |                  | A Eala E-s Liang            | A Eala E-s Liang            | 1                     | 2                |   |    |            |                                      |                                      |                       |                       |   |   |        |        |        |        |        |  |
|  |             | A Eala E-s Liang            | A Eala E-s Liang           | A Eala E-s Liang           | w/o         |  |  |                  |                             |                             |                       |                  |   |    | 1          | Nicole Melichar-Martinez Ellen Perez | Nicole Melichar-Martinez Ellen Perez | 3                     | 3                     |   |   |        |        |        |        |        |  |
|  |             | Z Yang S Zhang              | 7                          | 2                          | [10]        |  |  |                  |                             |                             |                       |                  |   |    |            |                                      |                                      | Demi Schuurs Yuan Yue | Demi Schuurs Yuan Yue | 6 | 6 |        |        |        |        |        |  |
|  |             | H Guo X Jiang               | 63                         | 6                          | [6]         |  |  |                  | Z Yang S Zhang              | Z Yang S Zhang              | 4                     | 4                |   |    |            |                                      |                                      |                       |                       |   |   |        |        |        |        |        |  |
|  |             | A Sutjiadi Y Xu             | A Sutjiadi Y Xu            | A Sutjiadi Y Xu            | w/o         |  |  |                  | A Sutjiadi Y Xu             | A Sutjiadi Y Xu             | 6                     | 6                |   |    |            |                                      |                                      |                       |                       |   |   |        |        |        |        |        |  |
|  | 3           | A Danilina I Chromačëva     | A Danilina I Chromačëva    | A Danilina I Chromačëva    |             |  |  |                  |                             |                             |                       |                  |   |    |            | A Sutjiadi Y Xu                      | A Sutjiadi Y Xu                      | 2                     | 0                     |   |   |        |        |        |        |        |  |
|  |             | D Schuurs Y Yuan            | D Schuurs Y Yuan           | 6                          | 6           |  |  |                  |                             |                             | D Schuurs Y Yuan      | D Schuurs Y Yuan | 6 | 6  |            |                                      |                                      |                       |                       |   |   |        |        |        |        |        |  |
|  |             | E Seidel K von Deichmann    | E Seidel K von Deichmann   | 1                          | 2           |  |  |                  | D Schuurs Y Yuan            | D Schuurs Y Yuan            | D Schuurs Y Yuan      | w/o              |   |    |            |                                      |                                      |                       |                       |   |   |        |        |        |        |        |  |
|  |             | O Gadecki K Rachimova       | O Gadecki K Rachimova      | 4                          | 2           |  |  | 2                | H-c Chan B Krejčiková       | H-c Chan B Krejčiková       | H-c Chan B Krejčiková |                  |   |    |            |                                      |                                      |                       |                       |   |   |        |        |        |        |        |  |
|  | 2           | H-c Chan B Krejčiková       | H-c Chan B Krejčiková      | 6                          | 6           |  |  |                  |                             |                             |                       |                  |   |    |            |                                      |                                      |                       |                       |   |   |        |        |        |        |        |  |